# Bricquebec
Bricquebec är en kommun i departementet Manche i regionen Normandie i norra Frankrike. Kommunen ligger i kantonen Bricquebec som tillhör arrondissementet Cherbourg. År 2018 hade Bricquebec 4 014 invånare.

## Befolkningsutveckling
Antalet invånare i kommunen Bricquebec
| Referens: INSEE |